# RustDesk
RustDesk — програмне забезпечення для віддаленого адміністрування з відкритим програмним кодом, написане мовою Rust.
RustDesk дозволяє користувачам віддалено обслуговувати або керувати віддаленим комп'ютером або будь-якою комп'ютерною системою, а також іншими пристроями (такими як ноутбук, нетбук, смартфон або планшет тощо) з іншого пристрою, наприклад, іншого комп'ютера, смартфона або планшета.

## Історія розробки
Починаючи з версії 1.2.0 (у 2023 році), RustDesk базується на Flutter, замінивши пропрієтарну бібліотеку Sciter UI яка їй передувала.
Оскільки розробку CSpace було припинено після 2008 року, подібного програмного забезпечення для віддаленого робочого столу з відкритим вихідним кодом не було знайдено. Всі інші рішення з відкритим вихідним кодом вимагають додаткових заходів, таких як VPN або переадресація портів, якщо обидві кінцеві точки віддаленого робочого столу розташовані за брандмауерами або NAT. RustDesk використовує безкоштовні загальнодоступні сервери, один з яких розміщений в ЄС, для встановлення з'єднань між кінцевими точками. З моменту публічного випуску RustDesk це перший випадок, коли програмне забезпечення для віддаленого робочого столу стало доступним для незалежної перевірки критично важливих компонентів безпеки, таких як шифрування.
Після випуску версії 1.1.9 у травні 2022 року популярність RustDesk почала стрімко зростати, про що свідчить кількість зірок на GitHub. Того ж року Begonia Holdings LLC. запустила форк під назвою HopToDesk, про що в січні 2023 року повідомили на LinuxNews.

## Опис
RustDesk використовується для віддаленого доступу та керування комп'ютерами з віддалених місць для налаштування операційної системи, встановлення програмного забезпечення, ремонту або обслуговування. Він розроблений для самохостингу як альтернатива таким програмам, як TeamViewer або AnyDesk.
У RustDesk доступ здійснюється за допомогою простого буквено-цифрового коду, а комунікація захищена наскрізним шифруванням, також є можливість розміщення на власному сервері). Крім того він має такі корисні функції, такі як передача файлів і чат.
Клієнт RustDesk доступний для різних операційних систем: найпоширеніших дистрибутивів Linux, MS Windows, Android, MacOS, iOS і iPadOS (хоча iOS не можна дистанційно керувати через обмеження операційної системи).
Одразу після встановлення RustDesk, без необхідності складного налаштування і обов'язкової установки на комп'ютері, можна підключитися до другого комп'ютера за допомогою ідентифікаційного номера та пароля. RustDesk має зручний у використанні графічний інтерфейс і є одним з небагатьох рішень з відкритим програмним кодом у сфері програмного забезпечення для віддаленого робочого столу.

## Цікаві випадки
У 2023 році шахраї, обманом змушували своїх жертв встановити RustDesk, щоб отримати несанкціонований доступ до конфіденційних даних.